# Merosargus c-nigrum
Merosargus c-nigrum är en tvåvingeart som först beskrevs av Lindner 1951.  Merosargus c-nigrum ingår i släktet Merosargus och familjen vapenflugor. Inga underarter finns listade i Catalogue of Life.